# Vic Tayback
Vic Tayback est un acteur et réalisateur américain né le 6 janvier 1930 à New York, État de New York (États-Unis), et mort le 25 mai 1990 à Glendale (Californie).

## Filmographie

### Comme acteur

#### Cinéma
- 1958 : The Power of the Resurrection : Simon the Canaanite
- 1959 : T-Bird Gang : Cop #1 at gas station
- 1961 : Five Minutes to Live : Fred Dorella
- 1962 : Cinq Semaines en ballon (Five Weeks in a Balloon) d'Irwin Allen European Agent
- 1962 : Surftide 77 : Arms Cooper
- 1963 : Une certaine rencontre (Love with the Proper Stranger) : Cye
- 1966 : Un truand (Dead Heat on a Merry-Go-Round) : détective Denver
- 1966 : Un hold-up extraordinaire (Gambit) : Plainclothes officer at TWA counter
- 1968 : Il y a un homme dans le lit de maman (With Six You Get Eggroll) d'Howard Morris : Truck Driver
- 1968 : Bullitt de Peter Yates : Pete Ross
- 1970 : Maxie : Smedke
- 1971 : Blood and Lace : Calvin Carruthers
- 1973 : L'Empereur du Nord (Emperor of the North Pole) : Yardman
- 1973 : Don Angelo est mort (The Don Is Dead) : Ralph Negri
- 1973 : Papillon : Sergeant
- 1974 : Le Canardeur (Thunderbolt and Lightfoot) de Michael Cimino : Mario Pinski, Contractor
- 1974 : Le Flambeur (The Gambler) de Karel Reisz : One
- 1974 : Alice n'est plus ici (Alice Doesn't Live Here Anymore) : Mel
- 1975 : Rapport confidentiel (Report to the Commissioner) : Lt. Seidensticker
- 1975 : Lepke, le caïd (Lepke) : Lucky Luciano
- 1975 : The Black Bird : Warren Finley, Police Lieutenant
- 1976 : La Folle Escapade (No Deposit, No Return) : Big Joe Adamo
- 1976 : Le Bus en folie (The Big Bus) : Goldie
- 1976 : Dollars en cavale (en) (Special Delivery) de Paul Wendkos : Wyatt
- 1976 : Mansion of the Doomed : Detective Simon
- 1976 : Un candidat au poil (The Shaggy D. A.) : Eddie Roschak
- 1977 : Bande de flics (The Choirboys) : Zoony
- 1978 : Le Privé de ces dames (The Cheap Detective) de Robert Moore : Lieutenant DiMaggio
- 1985 : Treasure Island : Long John Silver
- 1986 : Weekend Warriors : Sgt. Burdge
- 1987 : The Underachievers (en) : Coach
- 1989 : Criminal Act : The Exterminator (Greengrass)
- 1989 : Beverly Hills Bodysnatchers : Lou
- 1989 : Loverboy : Harry Bruckner
- 1989 : Charlie (All Dogs Go to Heaven) : Carface (voix)
- 1990 : Horseplayer : George Samsa

#### Télévision
- 1968 : Star Trek, (série télévisée) - Saison 2 épisode 17, Une partie des actions  de James Komack : Jojo Krako
- 1971 : Columbo : Plein Cadre (Suitable for Framing) (série télévisée) : Sam Franklin
- 1971 : They Call It Murder (en) (TV) : Jeff Poland
- 1972 : Call Holme (TV) : Avery Crest
- 1973 : Partners in Crime (TV)
- 1973 : Cops (TV) : Coach
- 1973 : Un camion en or massif (en) (The Alpha Caper) de Robert Michael Lewis (TV) : Policeman
- 1973 : The Blue Knight (en) de Robert Butler (TV) : Neil Grogan
- 1973 : Griff (en) (série télévisée) : Capt. Barney Marcus (unknown episodes, 1973-1974)
- 1975 : Khan! (série télévisée) : Lt. Gubbins (unknown episodes, 1975)
- 1976 : Victoire sur la nuit (Dark Victory) (TV) : Archie
- 1977 : Little Ladies of the Night (TV) : Finch
- 1978 : Getting Married (TV) : Burt Carboni
- 1979 : Strip-teaseuse malgré elle (Portrait of a Stripper) (TV) : Harry Parkins
- 1980 : This Year's Blonde (TV) : Harry Cohn
- 1980 : Rage! (TV) : Tommy
- 1980 : Gridlock (TV) : Floyd 'Snake' Kraslowski
- 1980 : The Night the City Screamed (TV) : Morris Brustein
- 1981 : Through the Magic Pyramid (TV) : Horembeb
- 1982 : Mysterious Two (TV) : Ted Randall
- 1984 : The Jesse Owens Story (TV) : Abe Saperstein
- 1984 : Finder of Lost Loves (en) (TV) : Thomas Velasco
- 1986 : George Carlin: Playin' with Your Head (TV) : The Bad Guys
- 1987 : The Three Kings (TV) : Harold
- 1990 : MacGyver (saison 5, épisode 16 "Jenny") : George Henderson

### Comme réalisateur
- 1976 : Alice (série télévisée)